# Rodolphe Desaegher
Rodolphe Marie Auguste Desaegher (Gavere, 28 oktober 1871 - Gent, 25 februari 1941) was een Belgisch volksvertegenwoordiger.

## Levensloop
Desaegher promoveerde tot doctor in de rechten. Op gemeentelijk vlak werd hij gemeenteraadslid (1917) en schepen (1921-1927) van Gent. Van 1904 tot 1919 was hij ook provincieraadslid.
In 1925 werd hij verkozen tot liberaal volksvertegenwoordiger voor het arrondissement Gent-Eeklo en vervulde dit mandaat tot in 1929.  